# Cossyphe choriste
Cossypha dichroa
Espèce
Statut de conservation UICN

 LC  : Préoccupation mineure
Le Cossyphe choriste (Cossypha dichroa), également appelé cossyphe bicolore, est une espèce de passereaux de la famille des Muscicapidae.

## Répartition et sous-espèces
- C. d. dichroa (Gmelin, JF, 1789) — Eswatini et Afrique du Sud
- C. d. mimica Clancey, 1981 — nord-est de l'Afrique du Sud